# Karel Weiss (fotbalista)
Karel Weiss (3. listopadu 1944 Ostrava – 3. ledna 2000) byl český fotbalista, obránce.

## Fotbalová kariéra
V československé lize hrál za Baník Ostrava. Gól nedal. Odchovanec Baníku Ostrava, během vojenské služby hrál za Duklu Žatec. Celou svou ligovou kariéru hrál za Baník Ostrava. Jeho spoluhráči v Baníku byli Schmucker, Ondák, Korta nebo Štverka. Po skončení ligové kariéry hrál za TJ Třebovice.

## Ligová bilance
| Ročník                                   | Zápasy | Góly | Klub          |
| ---------------------------------------- | ------ | ---- | ------------- |
| 1. československá fotbalová liga 1967/68 | 9      | 0    | Baník Ostrava |
| 1. československá fotbalová liga 1968/69 | 25     | 0    | Baník Ostrava |
| 1. československá fotbalová liga 1969/70 | 11     | 0    | Baník Ostrava |
| 1. československá fotbalová liga 1972/73 | 1      | 0    | Baník Ostrava |
| CELKEM                                   | 46     | 0    |               |